# 斯卡杜
斯卡杜（巴爾蒂語：སྐར་མདོ་་）是巴基斯坦吉尔吉特-巴尔蒂斯坦地区的城市，是斯卡杜县首府。該地位於印度河沿岸，地名在巴爾蒂語中意為“兩高地間的低地”。